# Tintura (farmàcia)
|  | Per a altres significats, vegeu «tintura». |

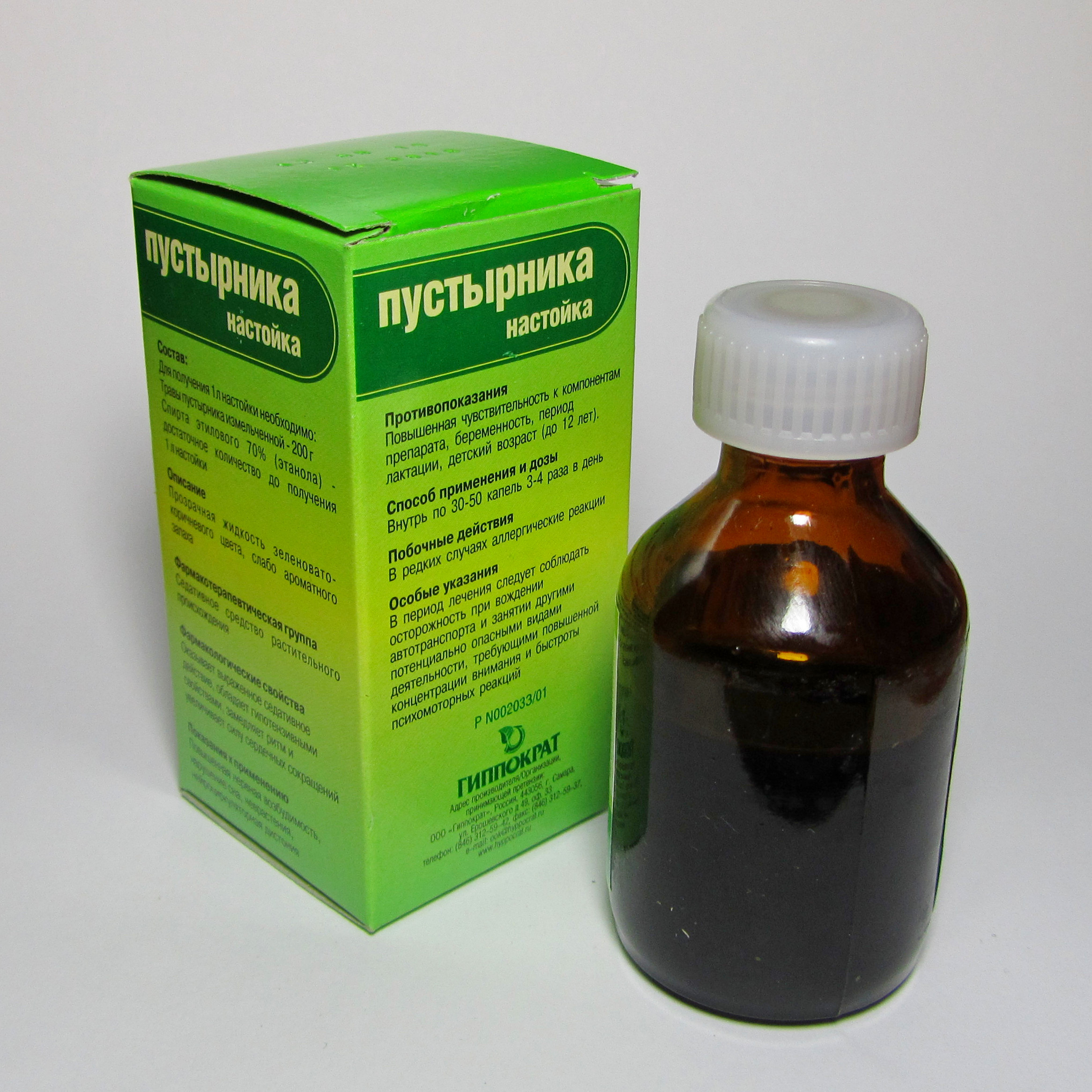
Tintura de Leonurus en format comercial.

Una tintura en tecnologia farmacèutica és un preparat galènic, resultat de l'extracció de principis actius de plantes o animals mitjançant alcohol etílic diluït, que serveix de dissolvent d'extracció. Es fan per maceració o per percolació o per dissolució d'un extret sec o tou. És una substància medicamentosa, que s'empra com component en la fabricació d'un medicament de fórmula magistral pel farmacèutic o en medicaments estandarditzats per la indústria farmacèutica. La paraula també s'utilitza per a altres substàncies medicinals a base d'alcohol etílic, per exemple el desinfectant tintura de iode.